# アントニー・ヒューイッシュ
アントニー・ヒューイッシュ（Antony Hewish, 1924年5月11日 - 2021年9月13日）はイギリスの電波天文学者。パルサーを発見した功績によって1974年に同僚のマーティン・ライルとともにノーベル物理学賞を受賞した。1969年には英国王立天文学会のエディントン・メダルも受賞している。

## 生い立ち
イングランド南西部のコーンウォール州フォイに生まれた。ケンブリッジ大学の学部生時代に兵役のためにロイヤル・エアクラフト・エスタブリッシュメント (RAE) に配属され、学業を一時中断した。後にレーダーの空軍への応用を研究していた通信研究所 (Telecommunications Research Establishment) に移り、そこでマーティン・ライルとともに働いた。1946年にケンブリッジに戻ると、ヒューイッシュは卒業単位を取得して直ちにキャベンディッシュ研究所のライルの研究チームに加わり、1952年に博士号を取得した。ヒューイッシュは電波源から放射された電波がプラズマに影響を与えることで生じるシンチレーションを観測し活用する手法を理論と実用の両面で進歩させた。
これをきっかけにして彼は、星間シンチレーションを高い時間分解能で電波サーベイ観測するために、ケンブリッジのマラード電波天文台 (MRAO) に惑星間シンチレーションアレイ (Interplanetary Scintillation Array) と呼ばれる大規模な電波望遠鏡アレイを建設する提案を行い、そのための補助金を得た。

## ノーベル物理学賞
この計画の途中の1967年、彼の元で観測に携わっていた当時大学院生のジョスリン・ベルが、後に最初のパルサーと判明する電波源を初めて発見した。
パルサーの発見を報告した論文は5人の共著で、ヒューイッシュの名前が筆頭でベルが2番目だった。この業績に対するノーベル賞はライルとヒューイッシュが受賞し、ベルは共同受賞者とはならなかった。このことは議論を巻き起こし、特にヒューイッシュの同僚の天文学者フレッド・ホイルは強く非難した。

## その後の経歴
ヒューイッシュは1968年には王立協会フェローとなった。また1971年から1989年までキャベンディッシュ研究所の電波天文学の教授を、1982年から1988年までマラード電波天文台の所長を務めた。